# Sprecherkabine
Eine Sprecherkabine ist eine Einrichtung zur Aufnahme von Schallereignissen, meist Gesang oder Sprache. Sprecherkabinen sind schallisolierte, meist relativ kleine Räume für einen oder mehrere Sprecher. In ihnen sind Mikrofone installiert, die mit einer Tonregie und Aufnahmeeinrichtungen außerhalb der Kabine verbunden sind. 
Sprecherkabinen finden Verwendung in Tonstudios, im Rundfunk und bei Filmproduktionen. Beispielsweise sprechen in ihnen Redakteure den Kommentar für einen Fernsehbeitrag auf den geschnittenen Film auf. Sprecherkabinen haben den Vorteil, dass kein großer schallisolierter Aufnahmeraum vorgehalten werden muss, um einfache Kommentartöne aufzunehmen.